# Niphatidae
Niphatidae é uma família de esponjas marinhas da ordem Haplosclerida.

## Gêneros
- Amphimedon Duchassaing e Michelotti, 1864
- Cribrochalina Schmidt, 1870
- Dasychalina Ridley e Dendy, 1886
- Gelliodes Ridley, 1884
- Haliclonissa Burton, 1932
- Hemigellius Burton, 1932
- Microxina Topsent, 1916
- Niphates Duchassaing e Michelotti, 1864
- Pachychalina Schmidt, 1868